# Campagnes de ballons de propagande en Corée

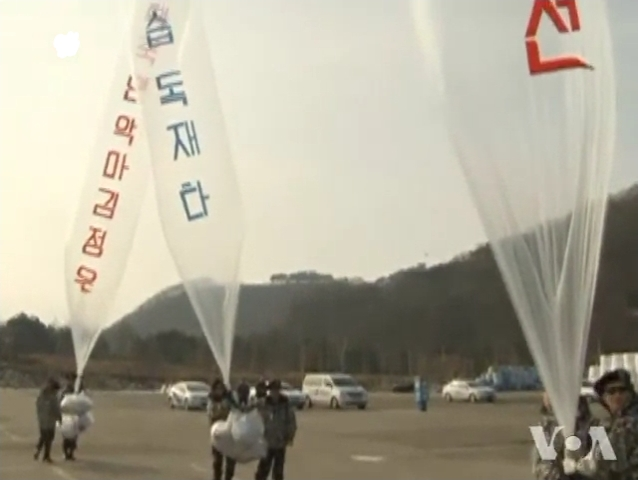
Militants sud-coréens lançant des ballons de propagande à destination de la Corée du Nord.

Les campagnes de ballons de propagande en Corée sont des actions de propagande de tracts aériens (en) orchestrées depuis les deux Corées (Corée du Nord et Corée du Sud) par utilisation de ballons comme méthode de diffusion depuis l'époque de la guerre de Corée, transportant ainsi divers contenus. À l'origine, ces campagnes étaient organisées par les gouvernements et les armées des États coréens. De nos jours, elles sont cependant principalement l'œuvre d'organisations non gouvernementales sud-coréennes qui organisent régulièrement des lâchers de ballons dans le but d'envoyer des objets censurés en Corée du Nord, ainsi que divers autres biens, aux habitants de Corée du Nord,,,.
Les motivations principales des campagnes de ballon sud-coréennes sont de soutenir la "démocratisation" et de provoquer un changement de régime en Corée du Nord. L'efficacité de ces campagnes est cependant discutable. En outre, les lancers de ballon peuvent avoir aggravé les tensions dans la péninsule coréenne, et les lancements font finalement face à une opposition croissante de la part de la société sud-coréenne. L'État nord-coréen a effectué des tirs sur des soldats de la zone coréenne démilitarisée en représailles aux campagnes de propagande du Sud.
La position officielle des gouvernements sud-coréen et nord-coréen est d'être opposée aux lancers réguliers de ballons. Le gouvernement sud-coréen hésite cependant à intervenir lors de ces lancers en raison des préoccupations concernant la liberté d'expression. Certaines actions d'hommes politiques, comme l'interdiction de l'utilisation de bateaux pour les lancers de ballons, ont toutefois considérablement réduit la quantité de tracts à destination de la Corée du Nord. Ces dernières années, il y a eu peu de cas de lancers officiels depuis l'un ou l'autre des États coréens. Les actions de guerre psychologique entre eux ont également grandement disparues avec la politique du rayon de soleil, indépendamment du récent renouvellement des tensions depuis l'accession au pouvoir de Kim Jong-un au Nord.

## Histoire

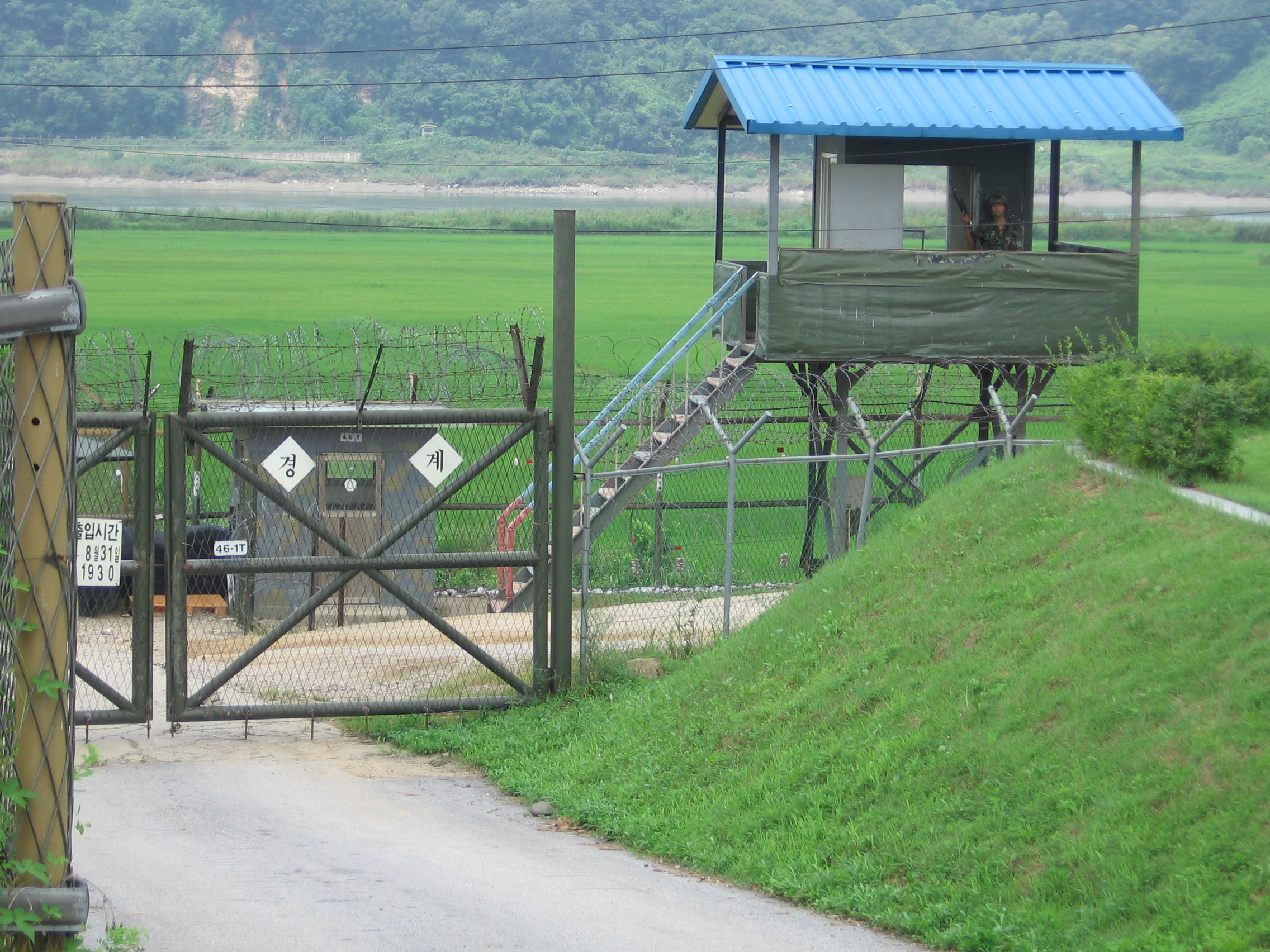
Poste de sentinelle sud-coréen vu depuis la Corée du Nord dans la zone coréenne démilitarisée.

Les origines des campagnes de propagande dans la péninsule coréenne remontent à la guerre de Corée des années 1950 quand le commandement des Nations unies en Corée a « bombardé » les Chinois et les Nord-Coréens d'environ 2,5 milliards de tracts. Une étude historique estime que la quantité de tracts était si grande qu'elle aurait suffi à couvrir toute la péninsule sous une couche de 35 feuillets épais. En comparaison, les Nord-Coréens n'ont envoyé qu'environ 30 millions de tracts durant la guerre. Les ballons coréens peuvent être comparés à la situation allemande durant la guerre froide avec les mauerseglers (sentinelles du mur) envoyant des ballons avec des biens au-dessus du mur de Berlin.
Des lancers de ballon sont organisées par l'État sud-coréen jusqu'au début de la politique du rayon de soleil sous la présidence de Kim Dae-jung. Les deux Corées ont arrêté les actions de guerre psychologique de 2004 à 2010. En plus des ballons, cela interdisait les émissions radiophoniques, panneaux et haut-parleurs sur la zone coréenne démilitarisée,. L'État nord-coréen avait initialement exigé cela comme condition préalable au premier sommet inter-coréen de 2000 et la demande avait été acceptée par Kim Dae-jung. Après le bombardement de Yeonpyeong de 2010, des lancers de ballons sont de nouveau organisés par le ministère sud-coréen de la Défense nationale à la fin de l'année mais ils sont suspendus l'année suivante.
Il existe quelques exemples de campagnes de propagande similaires de lancers de ballons par la Corée du Nord vers la Corée du Sud. Cependant, les campagnes effectuées sur la péninsule coréenne visent principalement la Corée du Nord. Il y eut un lancer de ballons en Corée du Nord en juillet 2012 en réponse à une campagne de propagande officielle de l'armée sud-coréenne à la suite du bombardement de Yeonpyeong.
En 2010, il y eut un soutien public accru en faveur d'un dialogue plus dur avec la Corée du Nord pendant la montée des tensions, mais ce soutien a diminué dès l'année suivante. Un sondage de fin 2014 révèle que les récents développements avaient convaincu beaucoup de Sud-Coréens des mauvaises conséquences des campagnes de propagande : 58 % des répondants étaient contre les lancers de ballons.

## Contenu des ballons

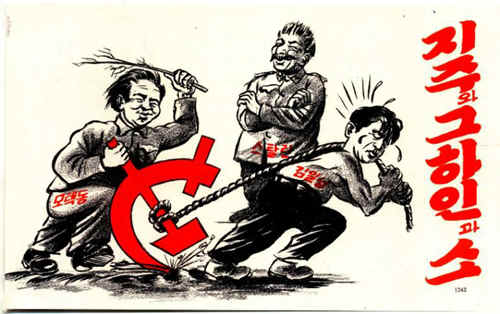
Propagande des Nations Unies datant la guerre de Corée : Kim Il-sung manipulé par Mao Zedong et Staline.

La propagande sud-coréenne durant la guerre de Corée, par l'intermédiaire des 2,5 milliards de tracts « bombardés », a également pour objectif de démonter la supériorité du monde capitaliste dans la surproduction sur ses rivaux communistes. Une étude de Yi In-hwa conclut que le parti pris contre les Nord-Coréens dans la société sud-coréenne préfigure, dans sa forme visuelle, la propagande des Nations unies pendant la guerre de Corée. En comparaison, la propagande nord-coréenne durant la guerre reflète largement la propagande soviétique (en) de l'époque.
L'auteur Jin-Heon Jung affirme qu'il y a eu peu de changements dans le contenu et les objectifs des tracts sud-coréens depuis la transition des lancers militaires aux lancers civils. Historiquement, il y a eu des problèmes de sensibilité culturelle (en) dans les tracts, comme sur le passage de l'orthographe sud-coréenne à l'orthographe nord-coréenne. Par exemple, les Nord-Coréens ne comprenaient pas des mots comme Hŏnggari (« Hongrie ») ou Ssoryŏn (« Union soviétique »), qui s'écrivaient en Corée du Nord Wengari et Rossiya. Les tracts comprenaient un mélange de propagande, d'informations et d'incitations. Certains d'entre eux comprenaient du prosélytisme pour le principe évangéliste de nouvelle naissance, ou des évangiles de la Bible. L'un des tracts comparait de manière provocatrice Kim Il-sung à Jésus-Christ dans son message, déclarant : « Croyez en Jésus-Christ plutôt qu'en Kim Il-sung ». Durant la guerre froide, les propagandes en concurrence évoluèrent pour ressembler à une lutte entre deux influences relativement nouvelles en Corée : le communisme et le christianisme,. Les actions du transfuge haut placé Hwang Jang-yop ont également été décrites dans les tracts.

Chers frères et sœurs de Corée du Nord ! Bonjour frères et sœurs nord-coréens ! Partout dans le monde, les gens sont toujours avec vous. Vos difficultés sont bien connues à l'international. Nous espérons que le peuple nord et sud-coréen se réunira dans un proche avenir. Vivez une vie longue et saine ! Restez fort. Nous vous aimons. Vous nous manquez tellement. Attention ! Il est possible que certaines mauvaises personnes aient pulvérisé ces chaussettes de poison qui pourrait vous nuire. Si vous découvrez ces chaussettes, ne les touchez pas à mains nues. Prenez-les avec quelque chose et rangez-les dans des sacs en plastique. Si possible, laissez-les tremper dans l'eau pendant au moins 10 heures avant de les porter.
Les lancers de ballon du gouvernement sud-coréen transportaient historiquement - en plus des tracts de propagande - des bonbons, des briquets, du tabac et de la pornographie. De nos jours, le contenu des ballons lancés par les organisations non gouvernementales comprend divers types de biens culturels et autres objets et éléments essentiels. Ils envoient, par exemple, des dollars américains, des nouilles instantanées, des livrets, des bas de nylon, des chaussettes de haute qualité, des lettres amicales, des radios, ainsi que des DVD, des clé USB et des cartes SD avec des contenus interdits au Nord,,,,,. Des biscuits Choco Pie ont également été envoyés et sont même devenus au Nord des objets précieux à échanger. Après l'incident du piratage de Sony Pictures Entertainment de 2014, de nombreux militants ont envoyé des copies du film américain L'Interview qui tue ! en Corée du Nord. Certaines de ces copies ont cependant été censurées par les militants eux-mêmes des éléments jugés les plus provocants,. Certains des tracts lancés de nos jours sont fabriqués en polymère vinylique (en) léger et étanche.
Les actuels tracts lancés par le gouvernement nord-coréen ont des contenus relativement simples et rappellent la propagande qu'il utilise à l'intérieur de ses frontières. Ils comprennent divers slogans ainsi que des contenus racistes ou sexistes couramment retrouvés dans la propagande de Corée du Nord. En 2016, certains ballons ont été remplis de déchets, en plus de tracts de propagande. Les tracts de ces dernières décennies ont des contenus plus variés.

## Organisations sud-coréennes concernées
Les organisations actuelles impliquées dans les lancers de ballons de propagande comprennent des organisations de transfuges nord-coréens, des protestants évangéliques et conservateurs sud-coréens, diverses organisations d'autres confessions chrétiennes et des organisations basées aux États-Unis. Parmi les organisations de transfuges nord-coréens, les anciens membres de l'armée sont sur-représentés. Les femmes constituent plus de 70 % des transfuges nord-coréens mais ce sont cependant principalement des hommes de l'élite politique ou militaire qui mènent les campagnes de ballons. Les organisations de transfuges sont les plus actives, les deux principales étant les Combattants pour une Corée du Nord libre (en) et l'Association chrétienne nord-coréenne.
Les Combattants pour une Corée du Nord libre, la Campagne pour aider directement les Nord-Coréens, l'Association chrétienne nord-coréenne et le Front de libération du peuple nord-coréen (en) sont parmi les groupes de lanceurs de ballons les plus actifs. Néanmoins, le transfuge Park Sang-hak (en) affirme que, à la différence des autres groupes de transfuges, les Combattants pour une Corée du Nord libre ne reçoivent aucun aide financière du gouvernement et ne sont soutenus que de quelques centaines de partisans faisant don de 5 à 10 $ par mois. Certains des transfuges militants, comme les Combattants pour une Corée du Nord libre, ont des contacts dans la zone frontalière chinoise et envoient des biens culturels en Corée du Nord en passant par les rivières.
Les organisations non gouvernementales sud-coréennes comprennent la Campagne d'action nationale pour la liberté et la démocratie en Corée, la Ligue des parents coréens, Chogabje.com, l'Association des familles des prisonniers de guerre et des citoyens sud-coréens enlevés, et diverses autres. Suzanne Scholte (en) de la Fondation du forum de défense est la présidente de la Coalition pour la liberté en Corée du Nord (en). Cette organisation fait parmi des plus grands soutiens aux organismes impliqués dans les lancers de ballons. Des donateurs chrétiens anonymes et des églises étrangères sont également une source de financement non négligeable.
Park Sang-hak décrit leurs objectifs comme essayant de briser la censure de l'information et sensibiliser les gens pour encourager les Nord-Coréens à renverser leurs dirigeants. La Fondation pour les droits de l'homme combat de son côté pour la liberté d'expression, le droit des peuples à disposer d'eux-mêmes, la liberté d'association, la liberté de circulation et la démocratie. En plus d'espérer provoquer un soulèvement et renverser le régime, les organisations de défense des droits de l'homme s'impliquent dans d'autres causes comme l'aide aux réfugiés, le travail humanitaire auprès des personnes handicapées en Corée du Nord (en), le prosélytisme chrétien, et diverses autres,,.

### Rôle de l'évangélisme protestant
L'évangélisme protestant est un dénominateur contemporain commun de la majorité des ONG impliquées dans les lancers de ballon puisque ceux-ci sont essentiellement d'origine privé. L'auteur Jin-Heon Jung affirme qu'il y a eu une polarisation dans la société sud-coréenne depuis le début de la politique du rayon de soleil : au fur et à mesure que la polarisation entre les États diminue, la polarisation idéologique et politique en Corée du Sud augmente. Jung note que les chefs évangélistes ont mené des manifestations contre les deux régimes. À la différence des autres nations asiatiques, comme le Japon, les Sud-Coréens n'ont pas manifesté de résistance aux missionnaires occidentaux, et le christianisme est ainsi devenu politiquement lié au mouvement anticommuniste en Corée du Sud. La ligne dure envers la Corée du Nord de l'administration Bush et le financement d'organisations anti-Corée du Nord ont également un impact important dans la formation du mouvement international des droits de l'homme contre la Corée du Nord,.
Il y a également eu une concurrence entre les deux principales sociétés de radiodiffusion en Corée du Sud pendant la guerre froide dans les messages envoyés aux Nord-Coréens. Ces sociétés sont le Système audiovisuel coréen de l'État sud-coréen et la société de radiodiffusion d'Extrême-Orient (en) privée, évangéliste et protestante.
Jin-Heon Jung souligne que 80 % des Nord-Coréens arrivant en Corée du Sud s'identifient comme chrétiens. Ces transfuges s'appuient sur les églises avec qui ils restent en contact. Beaucoup d'entre eux assument des postes de direction chez les militants actifs contre le régime nord-coréen.

## Types de ballons
Les ballons les plus couramment utilisés par les ONG sont des ballons cylindriques transparents gonflés à l'hélium ou l'hydrogène et hauts de 12 mètres,. Un robuste plastique à effet de serre et à double paroi est utilisé. Ces ballons comprennent des messages de propagande écrits sur leur surface en alphabet coréen. Ils ont été développés en remplacement des dirigeables à enveloppe souple précédemment utilisés par le gouvernement sud-coréen et qui ne sont plus produits. Une fois que les ballons se trouvent suffisamment loin derrière la frontière, une minuterie ouvre les sacs en plastique transportés. Ils peuvent voyager sur plus de 200 kilomètres et porter une charge maximum de 10 kg,. Les Combattants pour une Corée du Nord libre dépensent environ 500 $ pour chaque ballon lancé, ce qui les fait considérer comme une solution bon marché.
Les Combattants pour une Corée du Nord libre envisagent d'améliorer leur système GPS pour mieux comprendre les mouvements des ballons. Depuis début 2015, des drones sont utilisés pour distribuer les objets.

## Sites de lancement des ballons

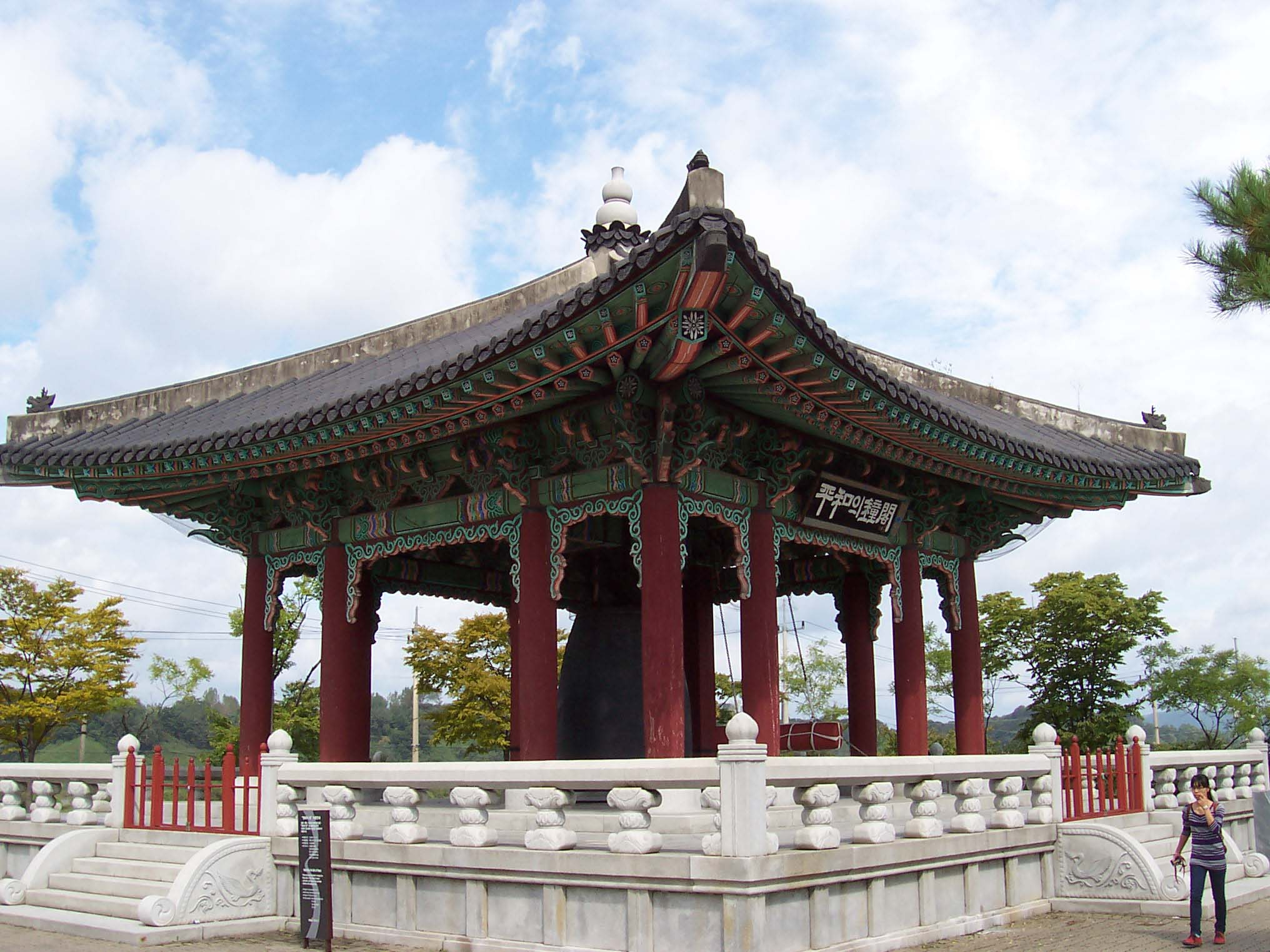
Le parc d'Imjin Gak est l'un des sites de lancement de ballons les plus utilisés pour les rassemblements de militants.

Le pavillon Imjin du parc d'Imjin Gak, la zone de stationnement du parc Tongil de la ville de Paju et l'île de Kanghwa sur la côte ouest sont les lieux les plus utilisés par les militants anti-Corée du Nord pour manifester et lancer des ballons,. Ceux-ci étaient autrefois lancés à partir de bateaux mais cela a été interdit en 2013 par le gouvernement sud-coréen. Le transfuge Park Sang-hak affirme que les Combattants pour une Corée du Nord libre envoyaient deux fois plus de tracts en Corée du Nord avec les bateaux. En comparaison, en 2014, ils n'ont envoyé que 7 à 8 millions de tracts en Corée du Nord,.
Les lancements rencontrent l'hostilité des habitants du voisinage de peur que cela nuise au tourisme et aux entreprises locales. Les résidents de la ville de Paju vivant près du site de lancement d'Imjin Gak ont par exemple empêché un lancer de ballons en octobre 2014 en bloquant les accès avec des tracteurs. Ils ont été rejoints par des militants de gauche soutenant le rapprochement inter-coréen. Un petit groupe de militants composés de transfuges nord-coréens a cependant réussi à s'infiltrer et à lancer 20 000 tracts depuis la ville voisine de Gimpo. Le fait de lancer des ballons n'est pas illégal mais la police sud-coréenne intervient quelquefois. Certaines tentatives entravées de lancers de ballons se sont soldées par des affrontements entre la police et les militants sud-coréens, et Park Sang-hak a par exemple été emprisonné en avril 2015,,.
La météo de Corée (en) pose problème aux lancers de ballons car le vent souffle à l'est pendant 80 % de l'année et ne souffle que de temps en temps du sud vers le nord. Les ballons finissent parfois dans la mer ou reviennent en Corée du Sud. Il y a eu un cas où les tracts sont tombés sur Séoul en raison de sa météo imprévisible (en).

## Contre-campagnes nord-coréennes
En plus d'utiliser les ballons comme moyen de livraison, les Nord-Coréens ont également utilisé des roquettes pour envoyer des tracts vers la zone démilitarisée dont beaucoup comprennent des cartes. L'un d'entre eux datant de l'époque de la guerre froide contenait un plan de la route de Cho Dae-hum (un Sud-Coréen ayant rejoint le Nord) à travers la zone démilitarisée. Beaucoup de tracts nord-coréens de la guerre froide donnaient des instructions, en plus de plans, pour aider les soldats sud-coréens à faire défection.
La Corée du Nord a redémarré une campagne de ballons en juillet 2012 lors de la montée des tensions inter-coréennes après l'échec de lancements de fusées (en), avec le satellite Kwangmyŏngsŏng 3, début avril. Les tracts de propagande visant les zones frontalières de l'ouest de la péninsule coréenne en octobre 2012 font l'éloge des militants pro-Nord et critiquent le « programme d'éducation anti-Pyongyang » du ministère sud-coréen de la Défense. Cette campagne de tracts se déroule après que la Corée du Sud ait repris sa propre campagne de lancers de ballons à la suite du bombardement de Yeonpyeong en 2010-2011. En octobre 2012, un total d'environ 16 000–17 000 tracts nord-coréens sont découverts par des patrouilles de soldats sud-coréens. C'est la seconde fois en 2012, selon le ministère sud-coréen de la Défense, qu'une telle découverte a lieu depuis la reprise de la campagne par la Corée du Nord en juillet, après une pause de 12 ans,. Il est rapporté en 2016 que la Corée du Nord utilise toujours les tracts. Contrairement au passé, le pays adopte une nouvelle façon de montrer sa désapprobation par la propagande au lieu de recourir à l'utilisation de la force militaire en tirant vers la frontière,. En réponse au scandale politique sud-coréen de 2016, la Corée du Nord intensifie les « bombardements » de tracts en faveur de la destitution de la présidente Park Geun-hye,. En février 2017, des tracts nord-coréens critiquant Donald Trump sont découverts à Séoul.
La Corée du Nord avertit ses citoyens que les marchandises transportées par les ballons arrivant de Corée du Sud sont empoisonnées, mais le peuple nord-coréen semble ignorer ces avertissements. En raison de leur taille, les ballons sont faciles à suivre. La Corée du Nord est accusée d'intercepter les ballons et d'empoisonner leur contenu pour convaincre ses citoyens que les Sud-Coréens n'ont pas de bonnes intentions. Des organisations comme Paix en Corée du Nord répondent en remplaçant les aliments par des chaussettes, accompagnées d'un avertissement et d'instructions sur la façon de rendre inoffensives des chaussettes empoisonnées,. Le porte-parole transfuge Lee Ju-Seong de l'organisation pacifique internationale de la péninsule coréenne déclare en 2012 qu'une bonne paire de chaussettes sud-coréennes peut être échangée contre assez de maïs pour nourrir un enfant pendant deux mois,.
Des militants accusent certains des manifestants anti-ballons d'être payés par l'État nord-coréen,. Cependant, il existe une véritable opposition générale contre les lancers de ballons dans la société sud-coréenne, au-delà du voisinage des sites de lancement. Certains opposants déclarent que ces actions provoquent un État nucléaire et pensent qu'un dialogue avec les dirigeants nord-coréens est nécessaire pour la réunification de la Corée. Comme certains transfuges s'habillent en uniformes de style militaire et portent des lunettes de soleil, cela est un sujet de controverse. En outre, une proportion de la population sud-coréenne d'environ 3 à 5 % est partisane de l'extrême gauche et du régime des Kim.

## Positions des gouvernements

### Gouvernement nord-coréen
L'État nord-coréen menace régulièrement les personnes à l'origine des lancers de ballons,. Le site internet Uriminzokkiri affiche en 2013 un message accusant les militants d'agir comme boucliers humains pour les transfuges nord-coréens militants.
Le Secrétariat du Comité pour la réunification pacifique de la patrie (en), le journal Rodong Sinmun et la Comité de la défense nationale ont condamné à maintes reprises la politique du gouvernement sud-coréen envers Corée du Nord. L'État nord-coréen tient le gouvernement de Corée du Sud pour responsable des lancers de ballons et demande des actions plus dures envers les militants. La Corée du Nord menace également d'une action militaire,. Le 1er décembre 2012, le Secrétariat publie une déclaration demandant que la candidate à la présidentielle Park Geun-hye mette un terme à la politique du président Lee Myung-bak et remplisse ses promesses d'élection présidentielle. Le Secrétariat du Comité pour la réunification pacifique a averti que les provocateurs sont pleinement responsables et que les relations des deux États iront encore plus vers la catastrophe dans le cas où les lancers seraient autorisés. Le Rodong Sinmun déclare en octobre 2014 que la tolérance du gouvernement sud-coréen envers les lancers de ballons est comparable à un acte de guerre.
La Corée du Nord réagit très sérieusement aux tracts critiquant les dirigeants nord-coréens. En été 2015, un tel tract portait des menaces de mort non seulement sur des chefs militaires importants, mais également sur Kim Jong-un et sa femme Ri Sol-ju, ce qui provoque une réponse du Comité pour la réunification pacifique trois jours après le lancer. Le Comité déclare que la campagne de tracts ne pourrait être menée sans la protection du service de renseignements, du ministère de la Défense nationale ou du ministère de l'Unification sud-coréens.

### Gouvernement sud-coréen
La police sud-coréenne empêche parfois les lancers de ballons de crainte que la Corée du Nord ne prenne des représailles et ne mette en danger les civils vivant à proximité. Le gouvernement déclare que les actions des militants sont protégés par la liberté d'expression mais les appellent à ne pas commettre de provocations envers la Corée du Nord. Le président du Parti Saenuri, Kim Moo-sung (en), se dit préoccupé par le fait que les militants anti-Corée du Nord risquent de détériorer les relations entre la Corée du Nord et la Corée du Sud après un lancer de ballon ayant provoqué une fusillade dans la zone coréenne démilitarisée le 10 octobre 2014. En réponse à la critique selon laquelle le gouvernement ne fait pas assez pour arrêter les lancers de ballons, la présidente Park Geun-Hye déclare que la question sera « traitée d'une manière qui prend en compte à la fois la liberté d'expression et la sécurité des résidents locaux ».
Un haut fonctionnaire du ministère de l'Unification déclare anonymement ayant remarqué qu'auparavant a été tenté d'arrêter les lancers de ballons, mais que depuis le naufrage du Cheonan, le problème a été transféré à la police locale qui n'intervient uniquement qu'en cas de violence ou de menace,.

## Efficacité et résultats

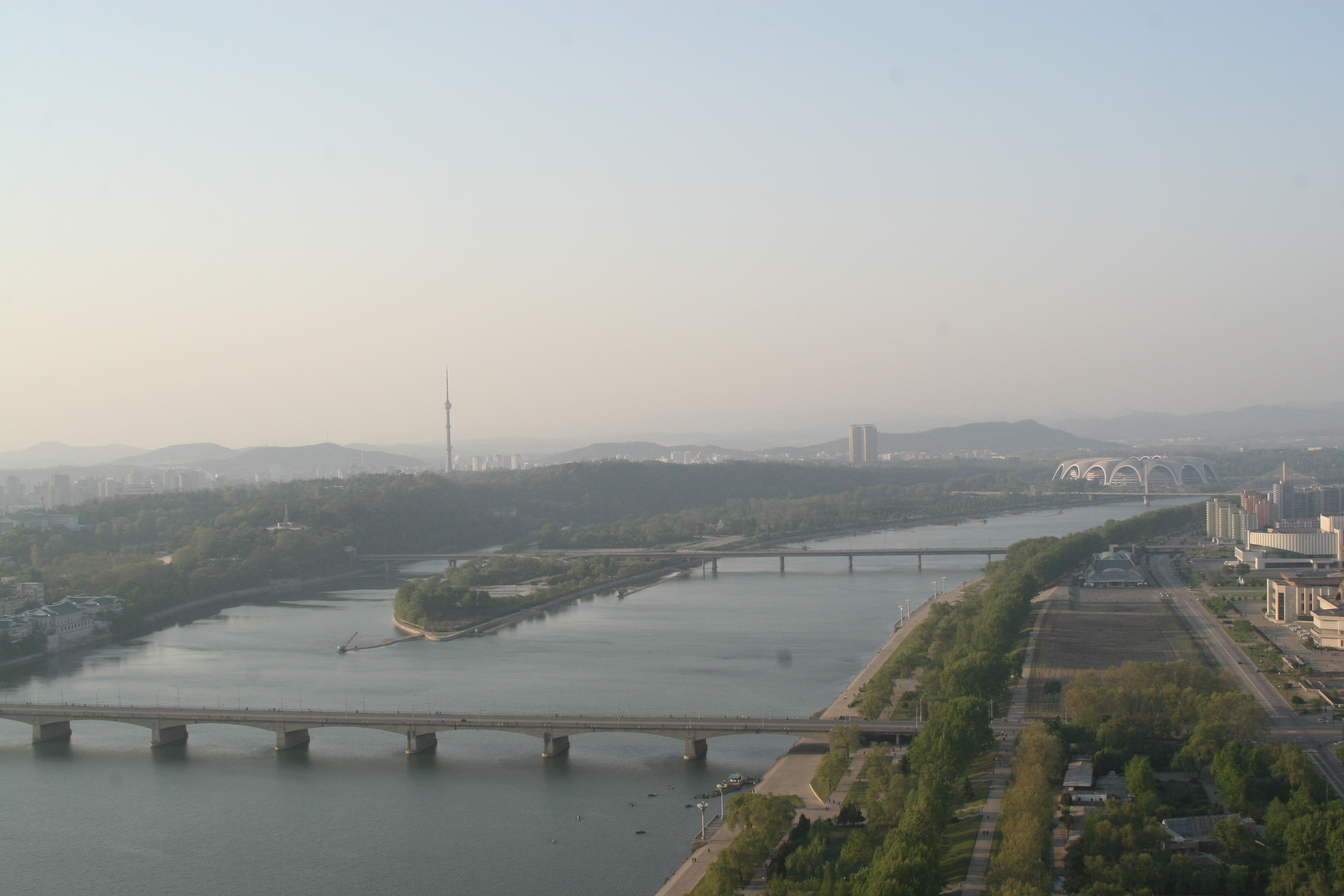
Certains militants affirment avoir réussi à atteindre Pyongyang avec leurs ballons.

Plusieurs organisations impliquées dans les campagnes sont en concurrence les unes avec les autres dans leur recherche de financement pour leurs actions. Les différences idéologiques et les différentes motivations entre militants laïques et chrétiens ont également provoqué un ressentiment mutuel. D'une manière controversée, certaines organisations sont accusées de mentir sur leurs tracts envoyés vers la Corée du Nord par le transfuge nord-coréen et évangéliste chrétien Lee Min-bok, qui est une figure de premier plan dans les lancers de ballons tout comme Park Sang-Hak. Il déclare qu'il est impossible d'atteindre la capitale de Corée du Nord, Pyongyang, à partir du site de lancement du parc d'Imjin Gak. Il croit plutôt que les ballons s'envolent vers la mer du Japon ou, au mieux, vers les monts Taebaek dans la province de Kangwon. Il critique les organisations pour chercher à attirer l'attention des médias pour augmenter leur financement. Une telle opération de promotion aurait été effectuée le 19 janvier 2015 par la Fondation des droits de l'homme et les Combattants pour une Corée du Nord libre. Kim Hueng-kang de Solidarité intellectuelle pour la Corée du Nord déclare que les ballons sont utiles pour faire pression sur la Corée du Nord, même s'ils ont tendance à retomber près de la zone démilitarisée en raison des vents, où ce sont surtout des soldats qui les ramassent. Park Sang-hak déclare conserver sa confiance dans les ballons car des centaines de transfuges lui auraient dit en avoir trouvé. Lee Min-bok affirme que les « lancers de ballon sont une action humanitaire basique pour les droits de l'homme, ouvrant les yeux, les oreilles et la bouche du peuple nord-coréen qui est isolé par le régime nord-coréen ». Lee Min-bok minimise également la possibilité d'une guerre en raison des lancers de ballons.
Les organisations chrétiennes font également valoir leurs motifs. Les militants chrétiens sont accusés d'être plus intéressés par le prosélytisme que par l'aide aux gens. Par exemple, un ballon atterrissant sur le toit de la maison d'un fermier pourrait entraîner des ennuis pour sa famille. En outre, la littérature chrétienne (en) est quelque chose de particulièrement dangereux à posséder en Corée du Nord. Le missionnaire américano-coréen Douglas Shin déclare que les chrétiens ont pris acte d'aider les Nord-Coréens, et que « certaines personnes n'aiment pas utiliser le mot croisade, mais c'est exactement ce que c'est : une croisade pour libérer la Corée du Nord ». Les fonctionnaires et analystes sud-coréens et américains conviennent que les effets des efforts des missionnaires sont difficiles à évaluer. En outre, ils disent que changer la Corée du Nord par la religion serait très difficile.
Jin-Heon Jung rapporte qu'un ex-espion nord-coréen, Lee Min-bok, affirme que les soldats aimaient vraiment regarder les images pornographiques sud-coréennes. Cependant, ils les considéraient comme un signe du pourrissement de la société capitaliste sud-coréenne. Un autre Nord-Coréen, ayant servi comme soldat, se rappelle qu'il était dégoûté par ces images,. Un autre ex-soldat nommé Lim Young-sun, qui dirige la chaîne TV en ligne Unification Broadcasting, qui diffuse de la propagande nord-coréenne pour aider à comprendre la culture de Corée du Nord, déclare que les tracts et les objets, tels que des bonbons, tombés sur le sol nord-coréen calment réellement l'hostilité initiale des habitants locaux envers les Sud-Coréens,. Le New York Times rapporte en 2016 qu'il n'y a jamais eu d'étude fiable sur le nombre de Nord-Coréens lisant les tracts ou sur la façon dont ils y réagissent. En comparaison, le peuple sud-coréen ignore globalement les tracts nord-coréens, car la Corée du Sud est une société démocratique dotée de valeurs politiques distinctes.
Le professeur Lee Jung-hoon de l'université Yonsei n'est pas convaincu qu'une organisation telle que le Front de libération populaire nord-coréen soit en mesure de déstabiliser réellement le régime nord-coréen, quelles que soient les méthodes utilisées, car elle aurait des difficultés à infiltrer la société nord-coréenne et à présenter une alternative au régime.
Le professeur Lee Woo-young de l'université des Études nord-coréennes (en) pose des questions sur la manière dont il est possible d'exiger de la Corée du Nord qu'elle arrête ses actions hostiles, car l'envoi de tracts par-delà la frontière est une violation de l'accord inter-coréen de 1992. Par celui-ci, les deux gouvernements s'étaient engagés à arrêter les actions hostiles l'un contre l'autre.
Suzanne Scholte (en) de la Fondation du forum de défense, une organisation travaillant principalement pour l'autodétermination en Afrique subsaharienne et les droits de l'homme en Corée du Nord, qualifie les ballons de « missiles nucléaires de vérité et d'espoir pour le peuple de Corée du Nord ».
Le directeur John Feffer (en) de Politique étrangère en bref fait valoir que les militants devraient apprendre de la « révolution autonome » polonaise de 1988–1989 que trop mettre la pression sur son gouvernement peut nuire à la cause. Il critique les militants pour avoir fait des allégations maximales sur des informations clandestines, et pour avoir refusé de les divulguer, tout en tentant d'atteindre leurs objectifs. Feffer considère les actes des militants comme nuisibles car ils mettent la vie humaine en danger, nuisent au dialogue inter-coréen et nuisent à la légitimité démocratique de l’État sud-coréen.
Cependant, les lancers de ballons ont incité la Corée du Nord à menacer les militants de bombarder les sites de lancements de ballons. En octobre 2014, une tentative des gardes-frontières nord-coréens de toucher certains ballons a provoqué une fusillade en raison du fait que des tirs nord-coréens ont atterri près d'une base militaire et d'un quartier résidentiel sud-coréens,. Un espion nord-coréen est arrêté en 2011 et accusé d'avoir tenté d'assassiner le militant des campagnes de ballon Park Sang-hak. En 2014, un agent nord-coréen se faisant passer pour un transfuge est arrêté pour avoir tenté d'assassiner Choi Jung-hoon, un autre militant impliqué dans les lancers de ballon et commandant du Front de libération populaire nord-coréen. Jin-Heon Jung souligne que la zone démilitarisée est devenue plus militarisée ces dernières années. Les ballons ont pu contribuer à une détérioration des derniers signes de coopération entre les gouvernements coréens. Les militants sont accusés d'essayer avec insistance de détruire toute coopération entre les gouvernements.

### Sources
- (en-US) Adam Higginbotham, « The No-Tech Tactics of North Korea's Most Wanted Defector », sur Bloomberg News, 5 juin 2014 (consulté le 1er juillet 2015), p. 1–4
- (en-US) Jin-Heon Jung, « Ballooning Evangelism: Psychological Warfare and Christianity in the Divided Korea » [PDF], sur Max Planck Institute, 2014 (ISSN 2192-2357, consulté le 27 juin 2015), p. 7–33
- (en-US) « Launching Balloons into North Korea: Propaganda Over Pyongyang », sur YouTube, Vice news, 17 mars 2015 (consulté le 27 juin 2015)